# کولتسما
کولتسما (به روسی: Кулецма) دهکده‌ای است در شهرستان لواشین داغستان.